# جورج آرثر (لاعب كريكت)
جورج آرثر (بالإنجليزية: George Arthur)‏ (10 مارس 1849 في أستراليا - 13 نوفمبر 1932) هو لاعب كريكت أسترالي. لعب مع فريق تسمانيا للكريكت.

## وصلات خارجية
- جورج آرثر على موقع إي آس بي آن كريك إنفو (الإنجليزية)